# Eublemma perobliqua
Eublemma perobliqua là một loài bướm đêm trong họ Erebidae.